# DJ Row
DJ Row eller Nikos Fousias, född 7 maj 1983 är en grekisk discjockey.
Nikos Fousias föddes den 7 maj 1983 i USA, men växte upp på den grekiska ön Samos. Han fick jobb som discjockey på barer och nattklubbar på Samos. Han flyttade senare till Aten och fortsatte där på barer och nattklubbar.
Han har därefter jobbat som discjockey på barer och nattklubbar i Grekland, USA, Turkiet, Kanada och Nederländerna.
Han vann priset för bästa sydösteuropeiska Trance DJ i juni 2008.